# Rethera
Rethera é um gênero de mariposa pertencente à família Bombycidae.

## Espécies
- Rethera afghanistana - Daniel 1958
- Rethera amseli - Daniel 1958
- Rethera brandti - O Bang-haas 1937
- Rethera komarovi - (Christoph 1885)